# Notre-Dame (Montbrison)

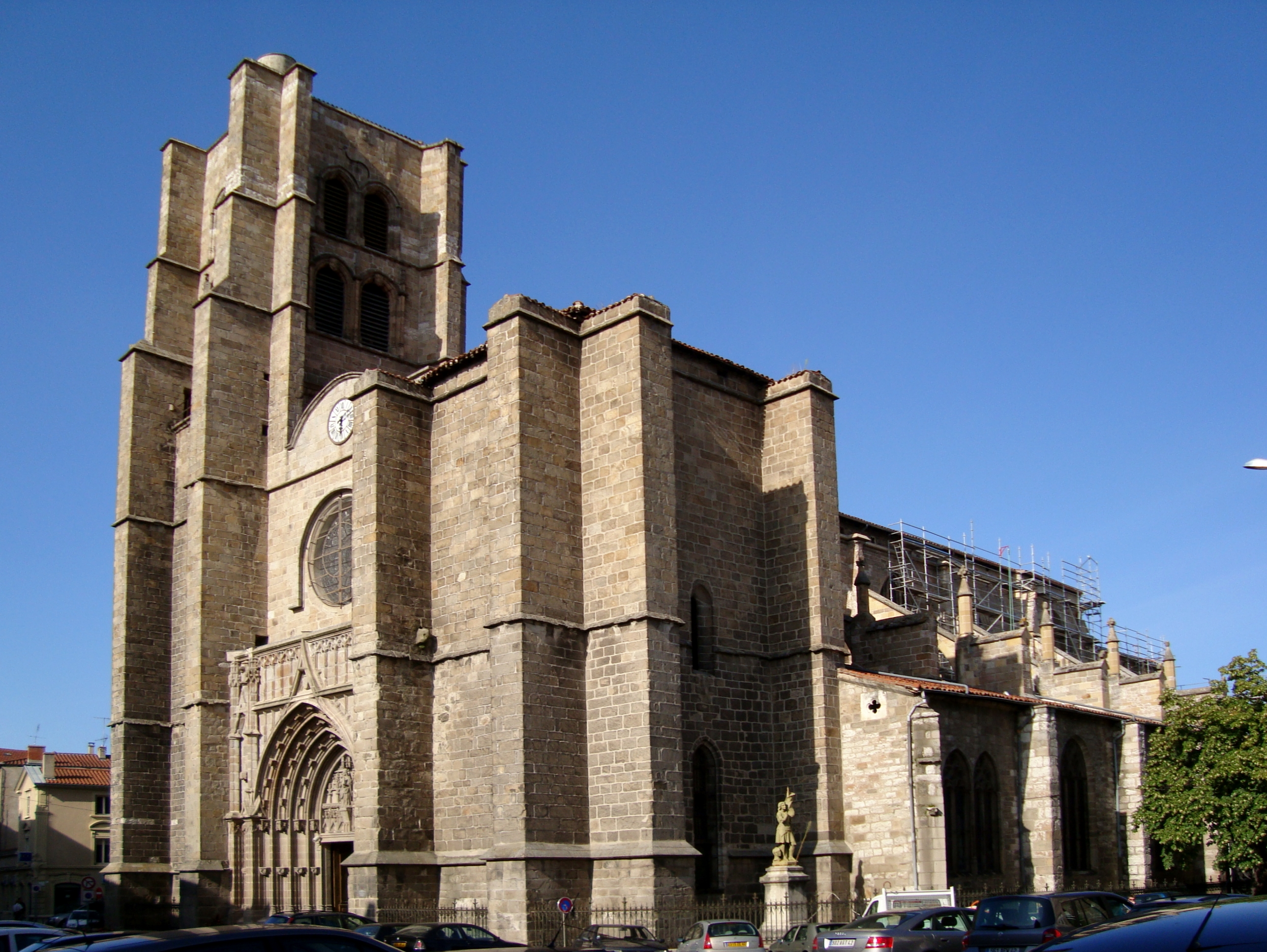
Stiftskirche Notre-Dame (Montbrison)

Die ehemalige Stiftskirche Notre-Dame-d’Espérance in Montbrison (ausführlich französisch Collégiale Notre-Dame d’Espérance de Montbrison) ist eine römisch-katholische Pfarrkirche in der Gemeinde Montbrison im Département Loire in der Region Auvergne-Rhône-Alpes. Sie gehört zur Pfarrei Sainte-Claire-Sainte-Thérèse-en-Forez im Bistum Saint-Étienne.
Sie wurde im Laufe von 240 Jahren (1223 bis 1466) und zwei Dynastien erbaut, ihre Architektur – im schlichten gotischen Stil – ist jedoch sehr einheitlich gestaltet.

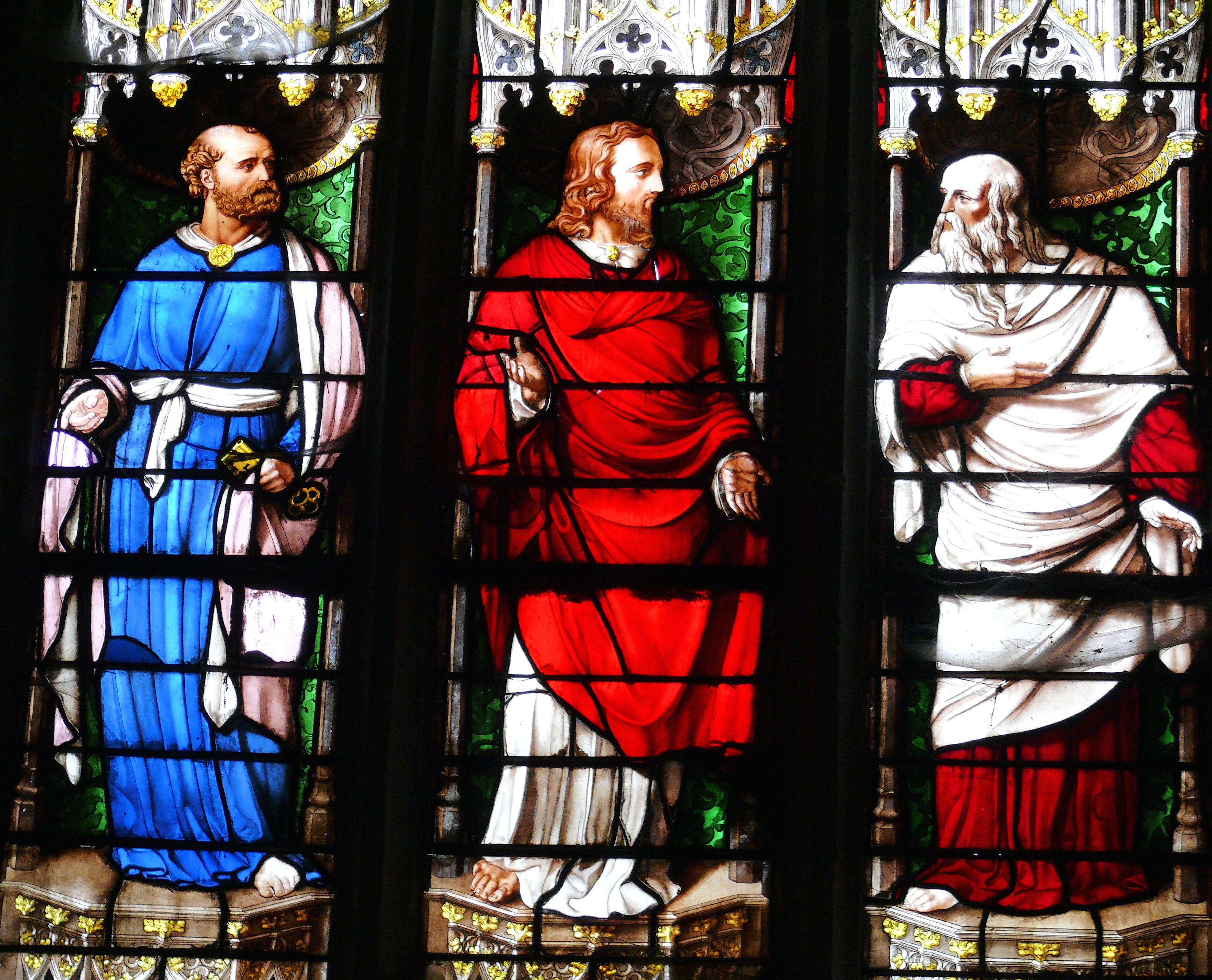
Glasmalerei in der Kapelle Saint-André: Christus zwischen den Heiligen Petrus und Paulus

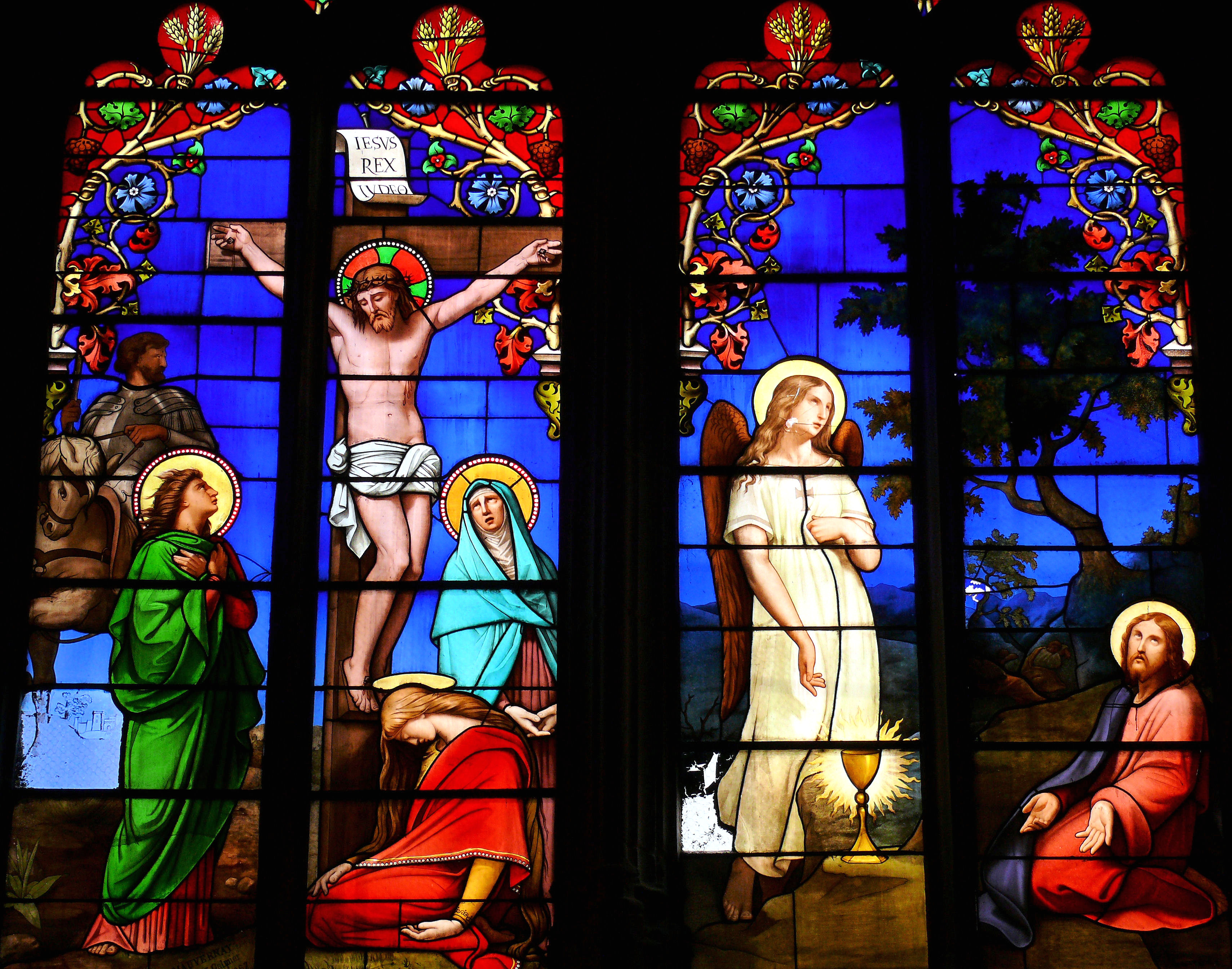
Glasmalerei aus dem 19. Jahrhundert

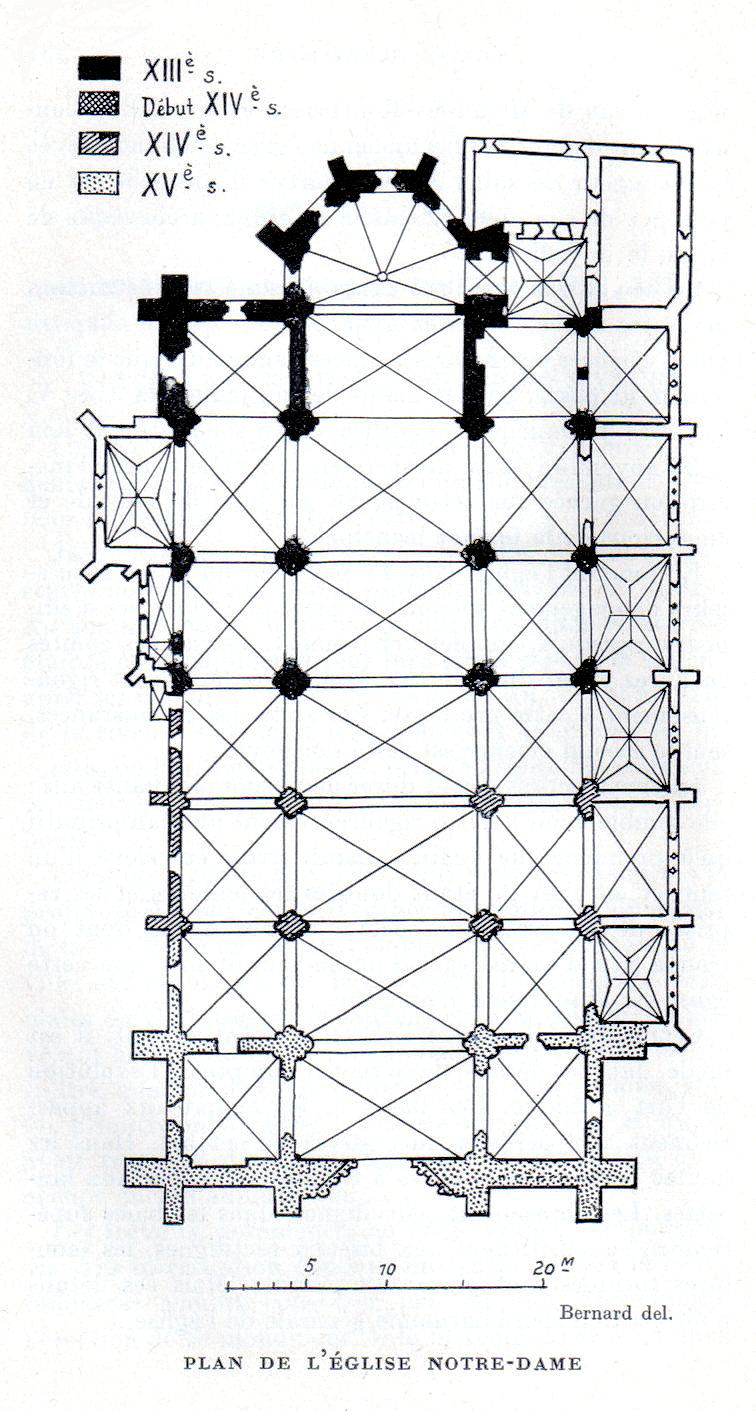
Grundriss der Stiftskirche (Congrès archéologique de France von 1935, nach Auguste Bernard 1848)

## Lage
Die Kirche befindet sich unter der Adresse 3, rue du Cloître Notre-Dame in Montbrison, am rechten Ufer (Südseite) des Flusses Vizézy, weniger als 50 m vom Fluss entfernt.
Montbrison nimmt das linke Ufer (Nordseite) des Flusses Vizézy ein, mit dem Schloss der Grafen von Forez auf dem Gipfel des vulkanischen Hügels; letzteres wurde während der Unruhen der Liga 1595 vom Herzog von La Guiche zerstört. Auf der Südseite des Flusses, etwas mehr als einen Kilometer entfernt, liegt die Stadt Moingt, ein ehemaliger gallo-römischer Kurort Aquis Segete, in dem die Grafen von Forez neben der Kirche Saint-Julien, von der nur noch Mauerreste erhalten sind, ein Schloss besaßen.
Die Kirche gehört zur Pfarrei Sainte-Claire-Sainte-Thérèse-en-Forez in der Diözese Saint-Étienne.

## Geschichte
Bis zum Bau dieser Kirche wurden die Grafen von Forez in Lyon in der Kirche Sainte-Irénée beigesetzt. In Montbrison befindet sich jedoch die wichtigste Burg von Forez. Graf Guigues IV., einer der angesehensten seiner Dynastie, ließ hier Notre-Dame als starke politische Geste, als Zeichen seiner Macht errichten – und in der Erwartung, vor Ort ein Beamtengremium zu etablieren, die mit der Verwaltung der Grafschaft Schritt halten konnten.
Graf Guigues IV. gründete im Juli 1205 das Kapitel von Notre-Dame, das einen Dekan, einen Kantor, einen Küster, einen Chormeister und neun Kanoniker umfasste; 1229 setzte er fünf Kapläne ein. Der Graf behielt sich die Verleihung der Kanonikerwürden und Pfründen vor, ein Recht, das durch die Vereinigung der Grafschaft mit der Krone dem König übertragen wurde.
Als Standort für die neue Kirche wählte er das rechte Ufer des Vizézy, was den Kauf des Geländes vom Herrn von Moingt erforderte. Außerdem ist das Gelände in der Nähe des Flusses sumpfig; um Tiefe und Festigkeit des Fundaments zu gewährleisten, wurden Holzpfähle in den Boden gerammt, nach dem in Venedig angewandten Verfahren. Die Kanonikerhäuser entstanden rasch um die künftige Kirche und in der Nähe des Hôtel-Dieu des pauvres malades, das einige Jahre zuvor an diesen Ort verlegt worden war.
Die Arbeiten wurden 1212 begonnen. 1223 beschließt der Graf, die Stiftungsurkunde in seinem Schloss in Moingt schriftlich abfassen zu lassen und verkündet sie am 15. Juli feierlich vor der Kirche Saint-Julien d’Antioche in Anwesenheit seines Onkels Renaud de Forez, Erzbischof von Lyon.

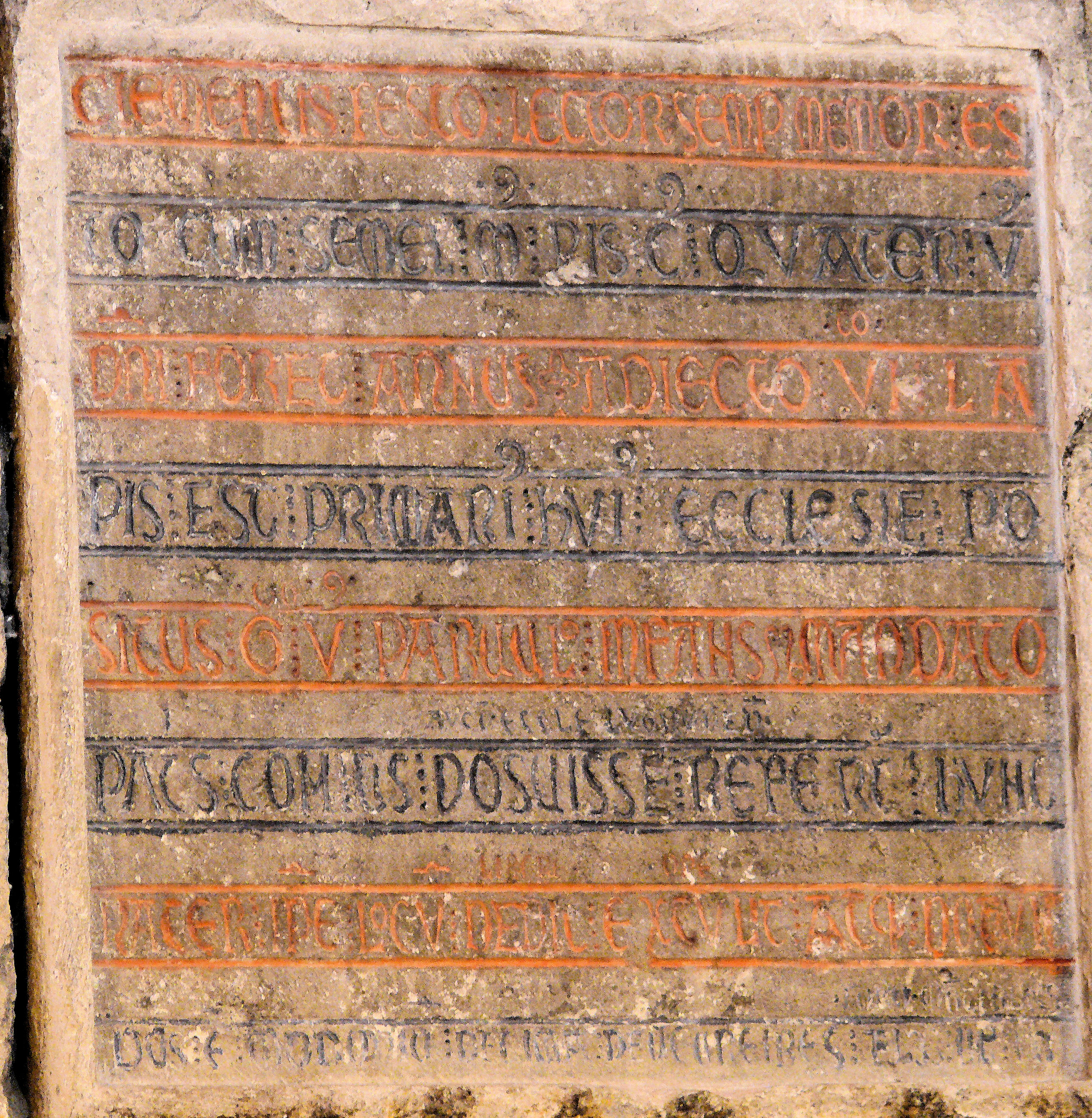
Gedenkstein, im Jahr 1226 gesetzt

Am 23. November 1226, als der Bau des Chors so weit fortgeschritten war, dass dort Gottesdienste gefeiert werden konnten, ließ der Graf seinen jungen Sohn, den späteren Guy V., den Ehrenstein der Kirche am Ende der Apsis unter dem Achsfenster setzen.
Der in Stein gehauene Text und die deutsche Übersetzung lauten:

„Lecteur, souviens-toi toujours qu’en la fête de Clément, deux fois cent, quatre fois cinq six ajouté, la première pierre de cette église fut placée. Elle témoigne que Gui V, tout enfant, l’a posée, représentant le Comte son père (et son oncle l’archevêque de Lyon). Son père a fourni librement l’emplacement, a pourvu la construction et l’a dotée. Sa dot est la seigneurie de Moingt, la dîme de Verrières et 60 livres du marché de Montbrison“

„Leser, erinnere dich immer daran, dass am Fest des Clemens, zwei Mal hundert, vier Mal fünf sechs hinzugefügt, der Grundstein dieser Kirche gelegt wurde. Sie bezeugt, dass Gui V. ihn als kleines Kind legte, stellvertretend für den Grafen seines Vaters (und seinen Onkel, den Erzbischof von Lyon).
Sein Vater stellte den Platz frei zur Verfügung, sorgte für den Bau und stattete sie aus. Ihre Mitgift ist die Herrschaft von Moingt, der Zehnte von Verrières und 60 Pfund vom Markt in Montbrison.“

Der Graf geht die Verpflichtung ein, dass er und seine Nachfolger den Bau der Stiftskirche bis zu ihrer vollständigen Fertigstellung fortsetzen würden. Es dauerte fast 250 Jahre, bis das heutige Gebäude errichtet war. Der Bau erfolgte von Ost nach West.
Nach dem Bau des Chors wird das darauf folgende Joch des Kirchenschiffs Ende des 13. oder Anfang des 14. Jahrhunderts errichtet. Diese neue Bauphase ist daran zu erkennen, dass sich die Höhe und die Breite des Mittelschiffs im Vergleich zum Chor verändert haben. Die nächsten beiden wurden in der ersten Hälfte des 14. Jahrhunderts errichtet, das dritte am Ende. Auf zwei Kapitellen findet man die Wappen von Ludwig II. von Bourbon und Anne Dauphine aus dem Jahr 1396. Die beiden westlichen Joche wurden zu Beginn des 15. Jahrhunderts nach demselben Plan errichtet.
Das Portal der Stiftskirche wurde von Charles I. von Bourbon und der Herzogin Agnes von Burgund in Angriff genommen und 1459 fertiggestellt. Die Arbeiten an der Westfassade werden 1466 von Jean II. de Bourbon abgeschlossen.
Die acht Seitenkapellen wurden zwischen 1480 und 1516 hinzugefügt. Die beiden am nördlichen Seitenschiff erbauten Kapellen werden von Florimond Robertet, Minister der Könige Karl VIII., Ludwig XII. und Franz I., und Jacques Robertet, Bischof von Albi und Sohn von Jean Robertet, erbaut. Auf der Südseite wurde die Chapelle des Parins 1491 von Mathieu de Bourbon erbaut. Zwei Kapellen werden zur Kapelle der Jungfrau Maria zusammengefasst. In der ehemaligen Kapelle Sainte-Catherine, heute Saint-André, die vom Domherrn Clément Rosset gegründet wurde, findet man ein Wandgemälde, das die Heilige Katharina von Alexandria mit dem Domherrn zu ihren Füßen darstellt. Die Südtür wurde in dieser Kapelle 1844 geöffnet. An der Nordseite der Kirche wird zu Beginn des 14. Jahrhunderts eine kleine Vorhalle hinzugefügt. Das Tympanon ist modern.
Während der Revolution war die Stiftskirche zum Tempel der Vernunft umgewandelt. Die Kirche wurde 1793 von den Truppen unter dem Kommando von Claude Javogues, die dort untergebracht waren, verwüstet.
Die Kirche wurde in der Liste von 1840 als Monument historique eingestuft.
Drei der Apsisfenster wurden 1846 während der Amtszeit von Abbé Crozet, Pfarrer und Erzpriester von Notre-Dame, im Rahmen der von Pierre Bossan geleiteten Restaurierungsarbeiten an der Kirche eingesetzt, wobei er unter anderem von dem Bildhauer Guillaume Bonnet unterstützt wurde. Sie wurden von Charles-Laurent Maréchal, einem Glasmaler aus Metz, angefertigt. Das vierte Glasfenster, das nördlichste, wurde 1904 während der Amtszeit von Abbé Bosse, dem Pfarrer der Gemeinde, eingesetzt. Es wurde von Lucien Bégule, einem Glasmaler aus Lyon, angefertigt. Die hohen Glasfenster in der Apsis wurden um 1888 von dem Glasmaler Laurent-Gsell angefertigt.

## Architektur
Die Stiftskirche ist eine gotische Kirche, die vom Anfang des 13. bis zur zweiten Hälfte des 15. Jahrhunderts erbaut wurde und von Osten (Chor) nach Westen (Portal und Turm) gebaut wurde.
Die Kirche besteht aus drei Schiffen ohne Querschiff mit einem Schiff mit fünf Jochen und einem rechten Joch für den Chor. Die Apsis ist fünfseitig polygonal. Jede Seitenwand endet in einer Kapelle, die sich auf der Höhe des Chors befindet.
Seitenkapellen wurden Ende des 15. und Anfang des 16. Jahrhunderts hinzugefügt.
Die Orgel ist ein Werk der Gebrüder Callinet aus dem Jahr 1842 mit 42 Registern auf drei Manualen und Pedal, das in den Jahren 1870 und 1982 restauriert wurde.

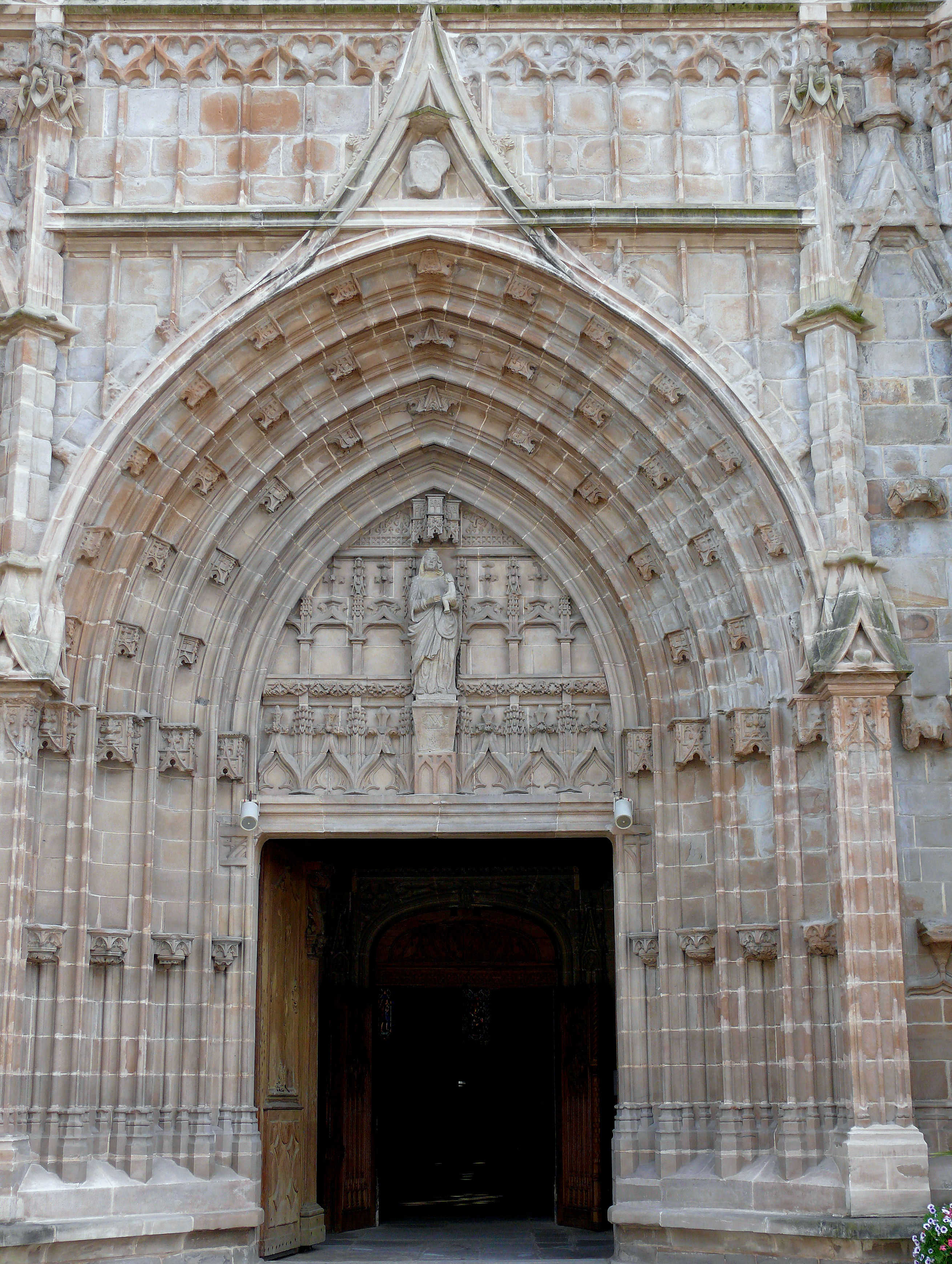
Westliches Portal fertiggestellt im Jahr 1459
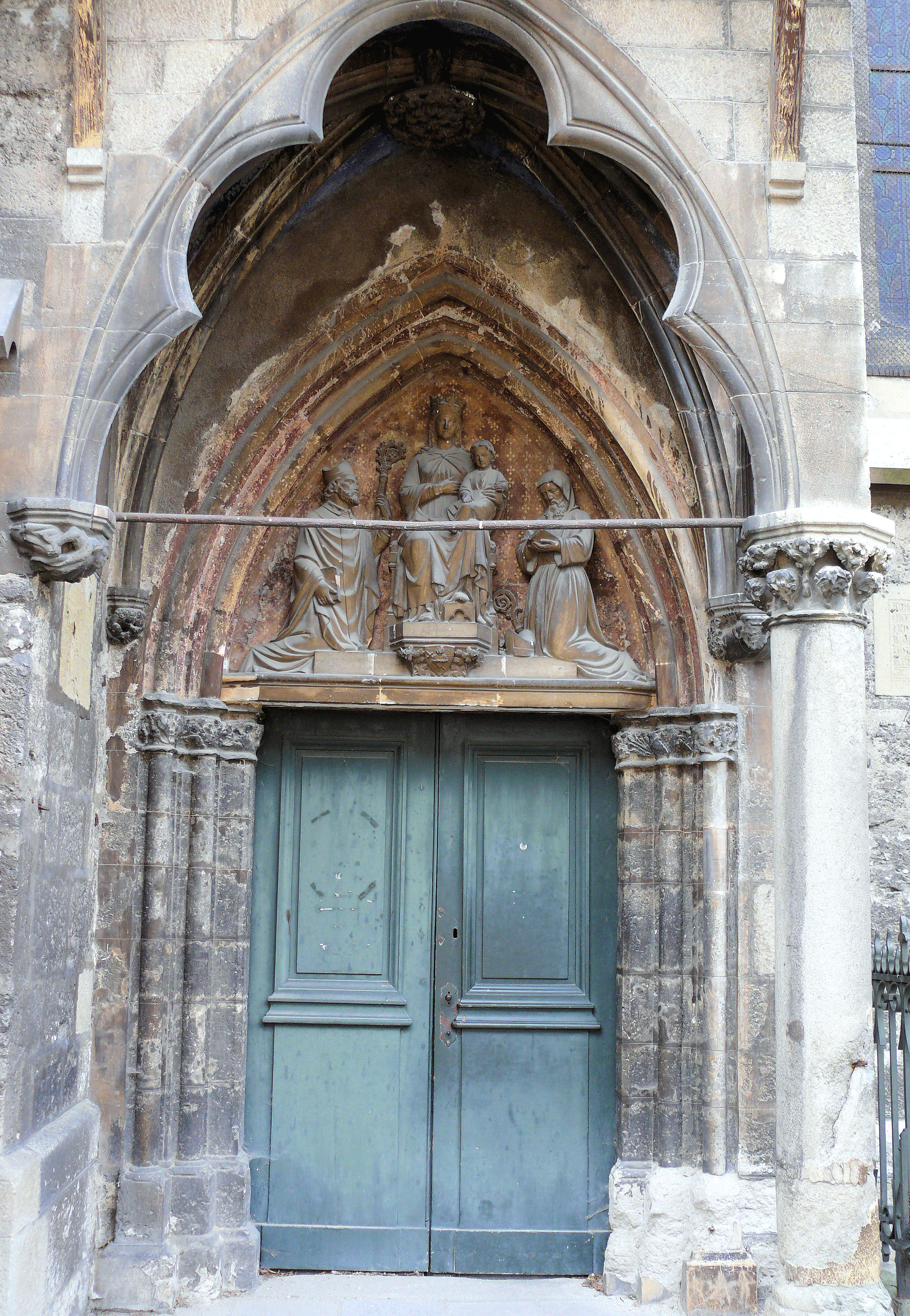
Nördliches Seitenportal aus dem 14. Jahrhundert
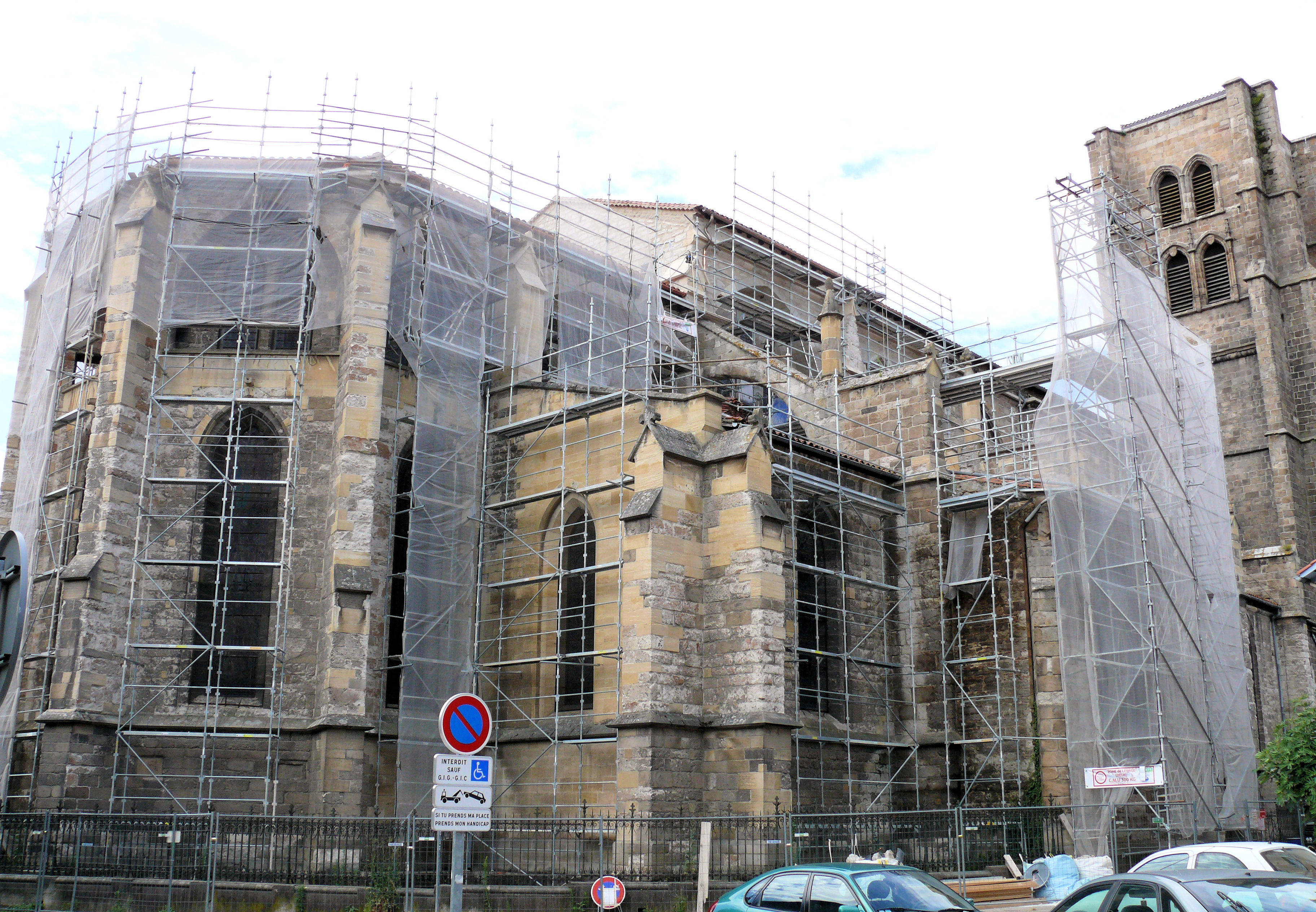
Das Chorhaupt während der Restaurierung
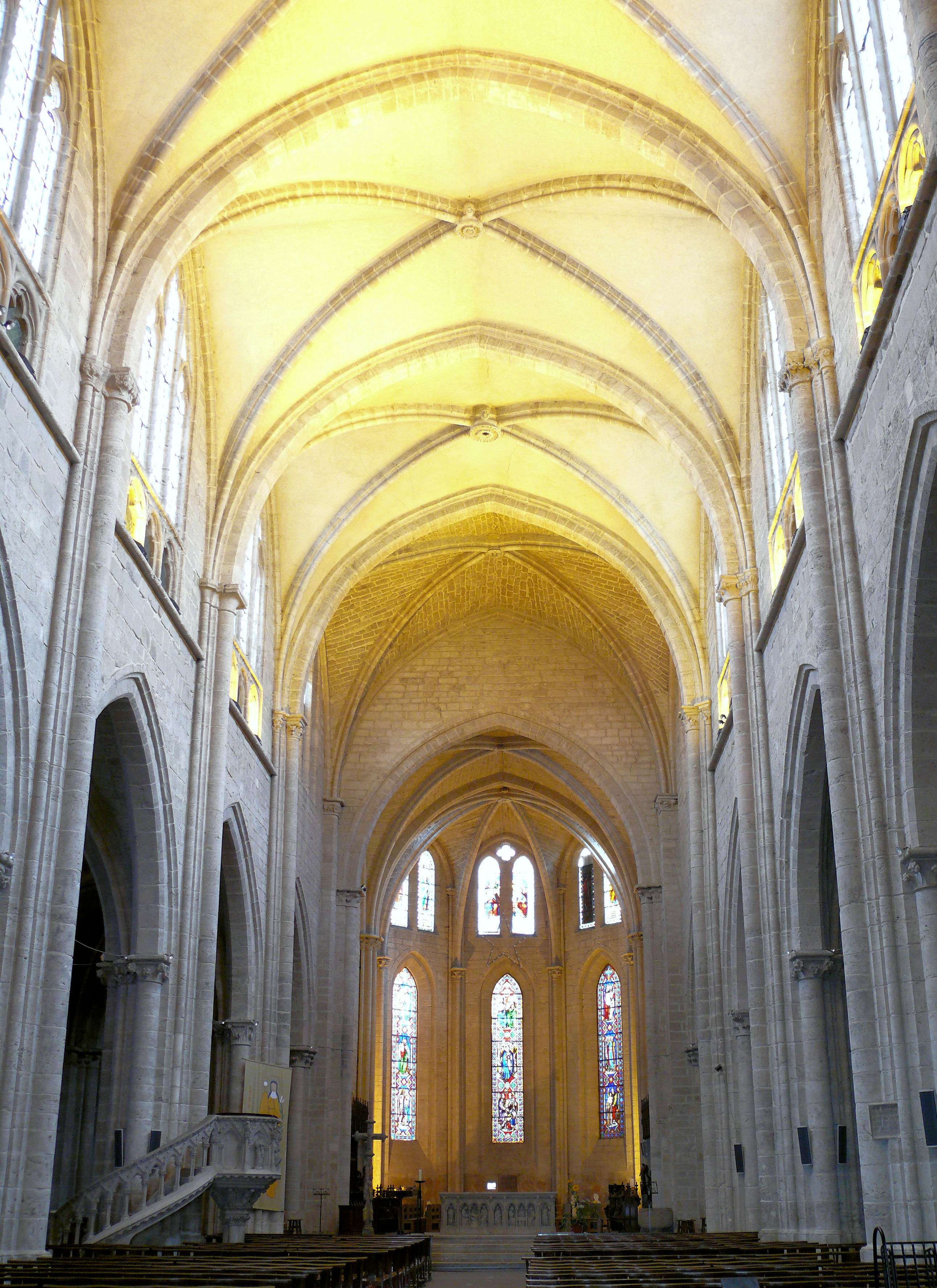
Mittelschiff
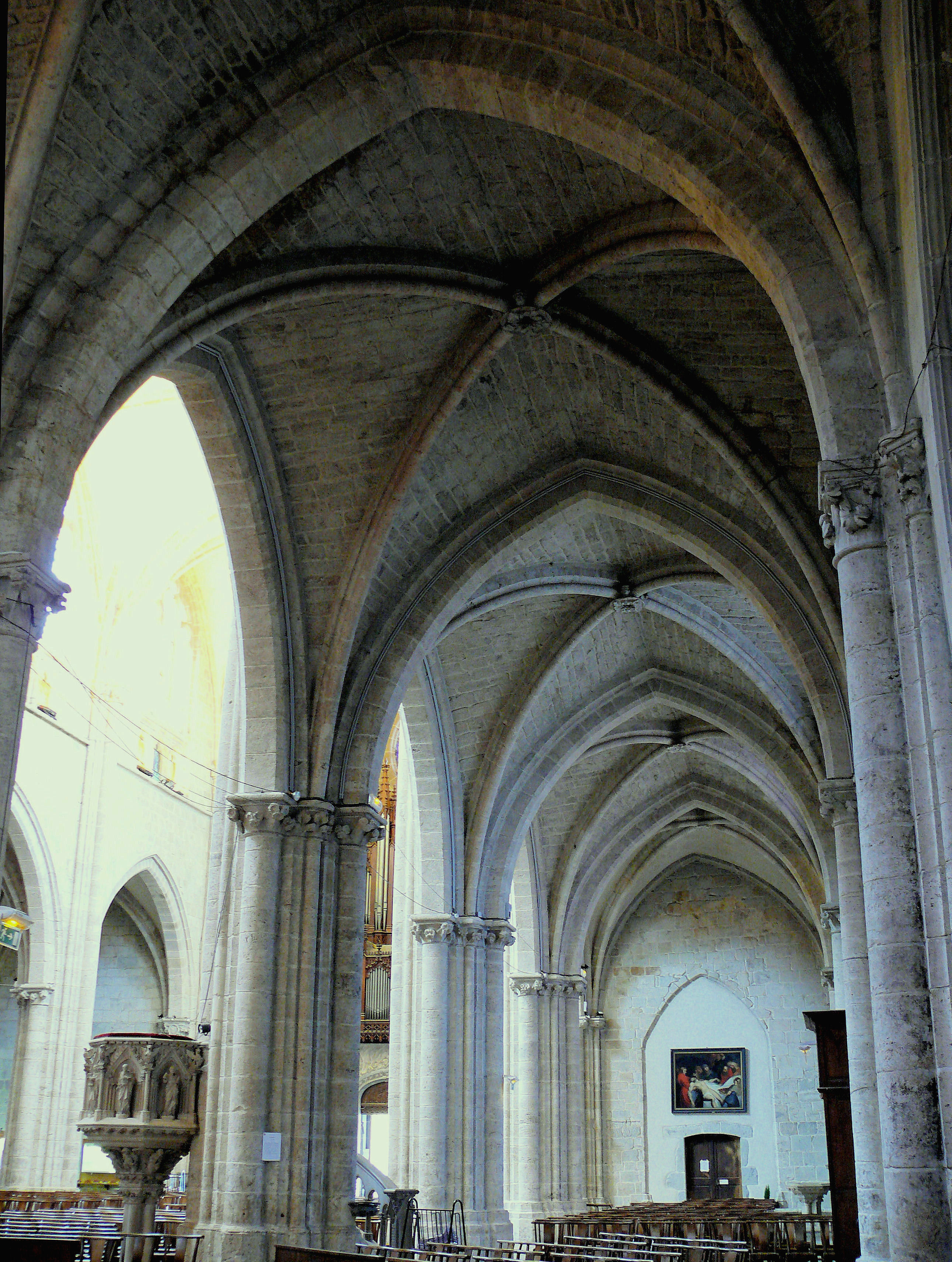
Südliches Seitenschiff
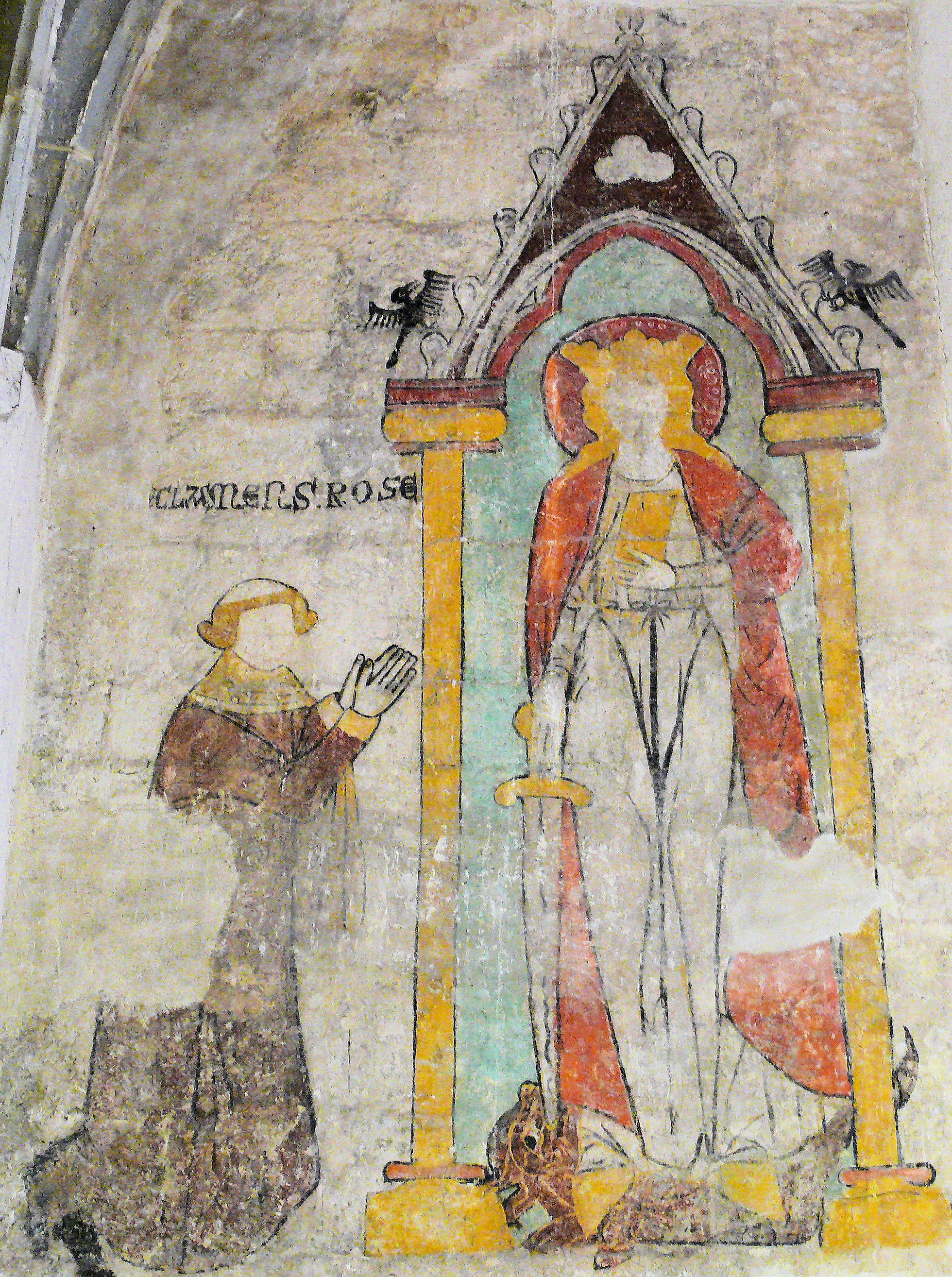
Wandgemälde in der Kapelle Saint-André
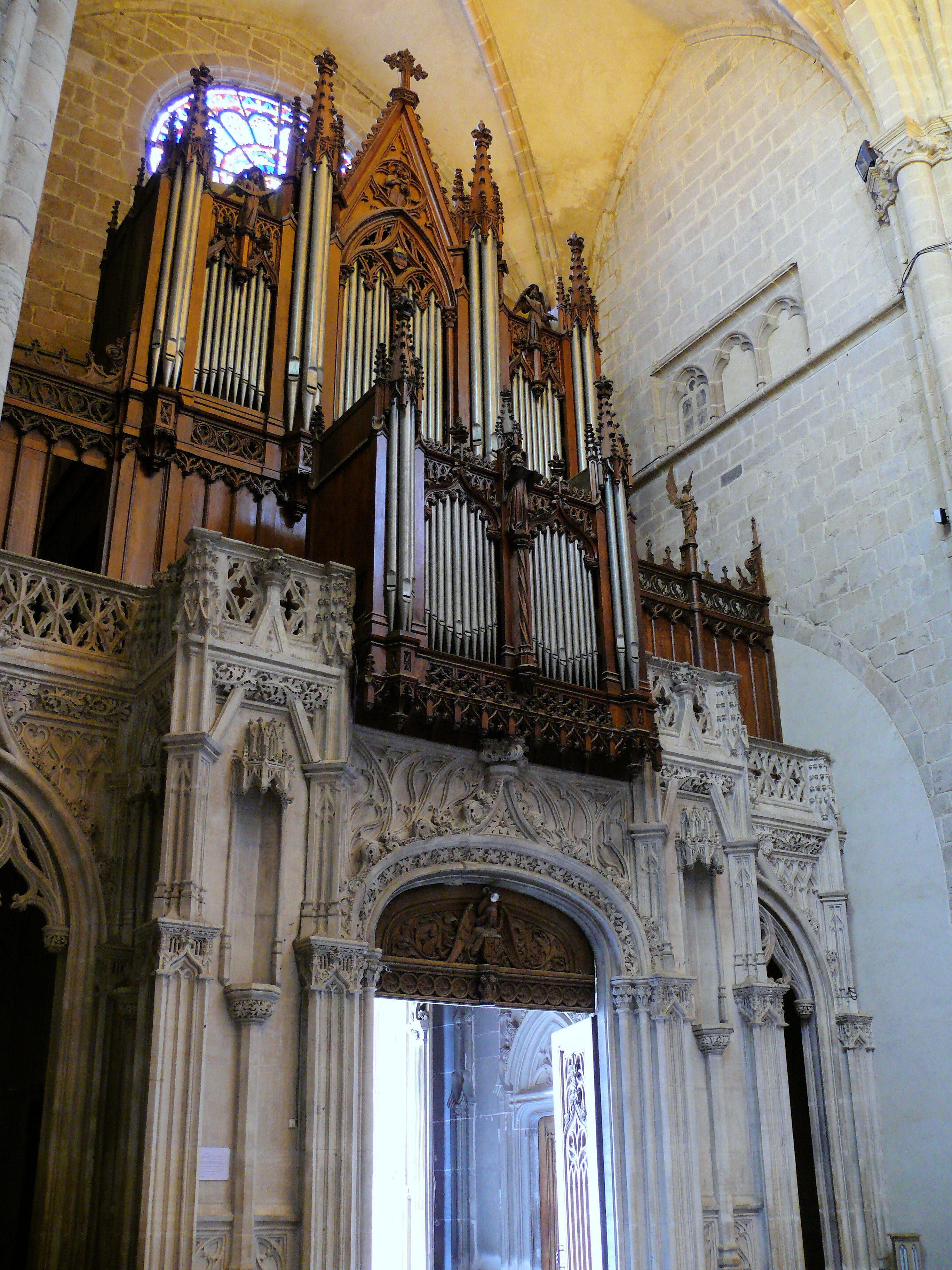
Die historische Callinet-Orgel